# دایرکت‌اکس
دایرکت اکس (به انگلیسی: DirectX) مجموعه‌ای از رابط‌های برنامه‌نویسی نرم‌افزار (API) است که کارهایی مربوط به محیط‌های چندرسانه‌ای در سکوهای مایکروسافت را بر عهده دارد. از کاربردهای خاص آن برنامه‌نویسی بازی‌های رایانه‌ای، ویدئوهای سه‌بعدی است. سیستم عامل DOS اجازه دسترسی مستقیم به کارت‌های ویدئویی، صفحه کلید، ماوس، دستگاه‌های صوتی و دیگر قسمت‌های سیستم را فراهم می‌کرد در حالی که ویندوز ۹۵ با مدل حافظه محافظت شده عرضه شد و برنامه نویسان اجازه دسترسی مستقیم به سخت‌افزار را نداشتند. مایکروسافت به یک راه حل سریع برای برنامه نویسان نیاز داشت. ایزلر (سرپرست توسعه)، سنت جان و انگسترام (مدیر برنامه) با هم برای حل این مشکل با یک راه حل که در نهایت DirectX نامیده شد، همکاری کردند. اولین نسخه DirectX در سپتامبر ۱۹۹۵ منتشر شد.

## نسخه‌ها
| نسخه دایرکت‌ایکس                      | عدد نسخه            | سیستم‌عامل | تاریخ انتشار                                                                            |
| ------------------------------------ | ------------------- | --- | --------------------------------------------------------------------------------------- |
| دایرکت اکس 1.0                       | ۴٫۰۲٫۰۰۹۵           | | ۳۰ سپتامبر ۱۹۹۵                                                                         |
| دایرکت اکس 2.0                       | ?                   | تنها با ۳ برنامه کاربردی روانه بازار شد                                                                           | ۱۹۹۶                                                                                    |
| دایرکت اکس 2.0a                      | ۴٫۰۳٫۰۰٫۱۰۹۶        | ویندوز ۹۵ OSR2 و NT 4.0                                                                                           | ۵ ژوئن ۱۹۹۶                                                                             |
| دایرکت اکس 3.0                       | ۴٫۰۴٫۰۰٫۰۰۶۸        | | ۱۵ سپتامبر ۱۹۹۶                                                                         |
| دایرکت اکس 3.0                       | ۴٫۰۴٫۰۰٫۰۰۶۹        | بسته بعدی دایرکت اکس ۳٫۰ شامل Direct3D بود ۴٫۰۴٫۰۰٫۰۰۶۹                                                           | ۱۹۹۶                                                                                    |
| دایرکت اکس 3.0a                      | ۴٫۰۴٫۰۰٫۰۰۷۰        | ویندوز ان‌تی 4.0 SP3 (و بالا) آخرین نسخه پشتیبانی شده از دایرکت ایکس برای ویندوز ان تی۴٫۰                          | دسامبر، ۱۹۹۶                                                                            |
| دایرکت اکس3.0b                       | ۴٫۰۴٫۰۰٫۰۰۷۰        | این یک به روز رسانی جزئی برای 3.0a بود که یک مشکل تزئینی با نسخه ژاپنی ویندوز ۹۵ را حل کرد                        | دسامبر، ۱۹۹۶                                                                            |
| دایرکت اکس 4.0                       | هیچ‌گاه منتشر نشد    | |                                                                                         |
| دایرکت اکس 5.0                       | 4.05.00.0155 (RC55) | یک عنوان بتا برای ویندوز ان تی ۵٫۰ است که در ویندوز ان تی ۴٫۰ نصب می‌شود                                           | ۱۶ ژوئیه ۱۹۹۷                                                                           |
| دایرکت اکس 5.2                       | 4.05.01.1600 (RC00) | دایرکت ایکس ۵٫۲ برای ویندوز ۹۵ منتشر شد                                                                           | ۵ مه ۱۹۹۸                                                                               |
| دایرکت اکس 5.2                       | 4.05.01.1998 (RC0)  | انحصاری ویندوز ۹۸                                                                                                 | ۲۵ ژوئن ۱۹۹۸                                                                            |
| دایرکت اکس 6.0                       | 4.06.00.0318 (RC3)  | عنوان اجرای ویندوز سی‌ای بر روی دریم‌کست                                                                            | ۷ اوت ۱۹۹۸                                                                              |
| دایرکت اکس 6.1                       | 4.06.02.0436 (RC0)  | | ۳ فوریه ۱۹۹۹                                                                            |
| دایرکت اکس 6.1a                      | 4.06.03.0518 (RC0)  | انحصاری ویندوز ۹۸                                                                                                 | ۵ مه ۱۹۹۹                                                                               |
| دایرکت اکس 7.0                       | 4.07.00.0700 (RC1)  | | ۲۲ سپتامبر۱۹۹۹                                                                          |
| دایرکت اکس 7.0                       | ۴٫۰۷٫۰۰٫۰۷۰۰        | ویندوز ۲۰۰۰ | ۱۷ فوریه ۲۰۰۰                                                                           |
| دایرکت اکس 7.0a                      | 4.07.00.0716 (RC0)  | | ۸ مارس ۲۰۰۰                                                                             |
| دایرکت اکس 7.0a                      | 4.07.00.0716 (RC1)  | | ۲۰۰۰                                                                                    |
| دایرکت اکس 7.1                       | 4.07.01.3000 (RC1)  | انحصاری ویندوز ME                                                                                                 | ۱۴ سپتامبر ۲۰۰۰                                                                         |
| دایرکت اکس 8.0                       | 4.08.00.0400 (RC10) | | ۱۲ نوامبر ۲۰۰۰                                                                          |
| دایرکت اکس 8.0a                      | 4.08.00.0400 (RC14) | آخرین نسخه پشتیبانی شده برای ویندوز ۹۵                                                                            | ۵ فوریه ۲۰۰۱                                                                            |
| دایرکت اکس 8.1                       | ۴٫۰۸٫۰۱٫۰۸۱۰        | انحصاری ویندوز XP، ویندوز سرور ۲۰۰۳ و اکس‌باکس                                                                     | ۲۵ اکتبر ۲۰۰۱                                                                           |
| دایرکت اکس 8.1                       | 4.08.01.0881 (RC7)  | این نسخه برای سیستم عامل‌های زیر است: (ویندوز ME، ویندوز ۹۸ و ویندوز ۲۰۰۰)                                         | ۸ نوامبر ۲۰۰۱                                                                           |
| دایرکت اکس 8.1a                      | 4.08.01.0901 (RC?)  | این نسخه شامل آپدیت Direct3D است (D3d8.dll)                                                                       | ۲۰۰۲                                                                                    |
| دایرکت اکس 8.1b                      | 4.08.01.0901 (RC7)  | این به روز رسانی شامل اصلاح DirectShow در ویندوز ۲۰۰۰ است (Quartz.dll)                                            | ۲۵ ژوئن ۲۰۰۲                                                                            |
| دایرکت اکس 8.2                       | 4.08.02.0134 (RC0)  | مثل 8.1b اما شامل DirectPlay 8.2 است                                                                              | ۲۰۰۲                                                                                    |
| دایرکت اکس 9.0                       | 4.09.00.0900 (RC4)  | | ۱۹ دسامبر ۲۰۰۲                                                                          |
| دایرکت اکس 9.0a                      | 4.09.00.0901 (RC6)  | | ۲۶ مارس ۲۰۰۳                                                                            |
| دایرکت اکس 9.0b                      | 4.09.00.0902 (RC2)  | | ۱۳ اوت ۲۰۰۳                                                                             |
| دایرکت اکس 9.0c                      | ۴٫۰۹٫۰۰٫۰۹۰۳        | انحصاری سرویس پک ۲ ویندوز XP                                                                                      |                                                                                         |
| دایرکت اکس 9.0c                      | 4.09.00.0904 (RC0)  | | ۴ اوت ۲۰۰۴                                                                              |
| دایرکت اکس 9.0c                      | ۴٫۰۹٫۰۰٫۰۹۰۴        | ویندوز سرور 2003 R2 و ویندوز سرور ۲۰۰۳ سرویس پک ۱,ویندوز ایکس پی سرویس پک ۲و۳,ایکس باکس ۳۶۰                       | ۶ اوت ۲۰۰۴                                                                              |
| دایرکت ایکس 9.0c به روز رسانی ماهانه | 4.09.00.0904 (RC0)  | نسخه ۹ فوریه ۲۰۰۵ اولین نسخه ۶۴ بیتی بود.آخرین نسخه برای ویندوز ۹۸ و ویندوز ام ای از دسامبر ۲۰۰۶ قابل دسترسی است. | منتشر شده در دوماهه: از اکتبر ۲۰۰۴ تا اوت ۲۰۰۷ و بعد از آن سه‌ماهه؛ آخرین نسخه: اوت ۲۰۰۸ |
| دایرکت اکس 10                        | ۶٫۰۰٫۶۰۰۰٫۱۶۳۸۶     | ویندوز ویستا | ۳۰ نوامبر ۲۰۰۶                                                                          |
| دایرکت اکس 10.1                      | ۶٫۰۰٫۶۰۰۱٫۱۸۰۰۰     | سرویس پک ۱ ویندوز ویستا، ویندوز سرور ۲۰۰۸ شامل Direct3D 10.1 است                                                  | ۴ فوریه ۲۰۰۸                                                                            |
| دایرکت اکس 10.1                      | ۶٫۰۰٫۶۰۰۲٫۱۸۰۰۵     | ویندوز ویستا سرویس پک ۲, ویندوز سرور ۲۰۰۸ سرویس پک ۲ شامل Direct3D 10.1 است                                       | ۲۸ آوریل ۲۰۰۸                                                                           |
| دایرکت اکس 11.1                      | ۶٫۰۲٫۹۲۰۰٫۱۶۳۸۴     | سرویس پک ۱ ویندوز ۷, ویندوز ۸, ویندوز آر تی، ویندوز سرور ۲۰۱۲                                                     | ۱ آگوست، ۲۰۱۲                                                                           |
| دایرکت اکس 11.2                      | ۶٫۰۳٫۹۶۰۰٫۱۶۳۸۴     | ویندوز ۸٫۱, ویندوز آر تی، ویندوز سرور 2012 R2                                                                     | ۱۸ اکتبر، ۲۰۱۳                                                                          |
| دایرکت اکس 12.0                      | ۱۰٫۰۰٫۱۰۲۴۰٫۱۶۳۸۴   | ویندوز ۱۰, ایکس باکس وان                                                                                          | ۲۹ ژوئیه، ۲۰۱۵                                                                          |